# Bizovik
Bizovik je naselje na vzhodnem delu Ljubljane. Nahaja se neposredno pod Golovcem (najvišji vrh Mazovnik 450 m). Mimo naselja je speljana vzhodna ljubljanska obvoznica (predora Strmec in Golovec) in Pot spominov in tovarištva. Skozi naselje teče Bizoviški potok. Središče naselja je ob cerkvi Sv. Nikolaja in okoli gasilnega doma. Naselje je ob delavnikih s Štepanjo vasjo in Kodeljevim povezano z mestno avtobusno linijo št. 24. 
Najlažji dostop iz centra mesta do Bizovika je po Poljanski, Litijski in Hruševski cesti.
Bližnja naselja so Spodnja Hrušica, Zgornja Hrušica, Fužine, Vevče, Sostro, Štepanja vas in Štepanjsko naselje.
Ime Bizovik izvira iz Vis a vis (iz oči v oči), saj stoji nasproti Fužinskega gradu. Legenda pripoveduje, da je fužinski graščak nekoč, ko je reka Ljubljanica zopet poplavljala, v čolnu pristal na vzpetini ob robu Golovca. Na tej vzpetini je ukazal postaviti manjšo kapelico, ki so jo kasneje povečali v cerkvico. V 17. stoletju je cerkvica dobila še višji zvonik in povečano zunanjo podobo, ki jo ima še danes. To je Cerkev svetega Nikolaja v Bizoviku.